# Homalium buxifolium
Espèce
Statut de conservation UICN

 VU  : Vulnérable
Homalium buxifolium est une espèce de plantes à fleurs de la famille des Salicaceae endémique de Nouvelle-Calédonie.

## Publication originale
- Mémoires du Muséum National d'Histoire Naturelle 13: 286. 1940.